# BSA-groep
Dit artikel behandelt de algemene bedrijfsgeschiedenis van BSA. Voor het hoofdartikel over BSA auto's zie BSA (auto), voor het hoofdartikel over BSA motorfietsen zie BSA (motorfiets)

BSA was een Brits wapen-, fiets-, auto- en motorfietsmerk.
De bedrijfsnaam was: The Birmingham Small Arms Co. Ltd., Small Heath, Birmingham, later B.S.A. Cycles Ltd en B.S.A. Motorcycles Ltd., Armory Road, Birmingham.

## Geschiedenis

### Jaren zestig en zeventig
Oorspronkelijk begon BSA in 1861 als fabriek voor wapens, opgericht door veertien wapensmeden die ten tijde van de Krimoorlog (1853-1856) wapens aan het Britse leger hadden geleverd. Het bedrijf heette toen nog Birmingham Small Arms Trade Association. De samenwerking ontstond nadat Britse staatsbedrijven machines in de Verenigde Staten hadden gekocht om wapens te produceren, waardoor de wapensmeden minder werk kregen. In 1863 resulteerde de samenwerking in een order voor 20.000 Turkse infanteriegeweren. Op 30 september van dat jaar werd het bestuurscomité vervangen door een Raad van Bestuur, die bestond uit Joseph Wilson, Samuel Buckley, Isaac Hollis, Charles Playfair, Charles Pryse, Sir John Ratcliffe, Edward Gem, en J.F. Swinburn met als bestuursvoorzitter John Dent Goodman. Orders van het Britse leger waren zeldzaam omdat de Britse regering haar staatsbedrijven, waar men veel in geïnvesteerd had, beschermde. Pas in 1868 kreeg BSA zijn eerste opdracht van het War Office.

#### Eerste fiets: Penny Farthing
Waarschijnlijk produceerde BSA rond 1869 al fietsen (waarschijnlijk Penny-farthings) onder de typenaam "Delta". In 1879 sloot het bedrijf een jaar lang de poorten wegens gebrek aan opdrachten.

### Jaren tachtig en negentig

#### Dicycle en BSA Safety
In 1880 werd de directie benaderd door de heer Otto, die zijn "Dicycle" kwam presenteren. Naar verluidt reed hij zelfs enkele rondjes over de directietafel. Deze Dicycle bestond uit twee zeer grote wielen die niet achter, maar náást elkaar stonden, de berijder zat tussen de wielen. In principe werd het apparaat in evenwicht gehouden doordat het zwaartepunt van de berijder lager lag dan de as, maar voor de zekerheid liep een dun stangetje met aan het eind een klein steunwiel naar achteren om achterover slaan te voorkomen. Er waren twee trappers en onder het zadel een stang waarop een tandwiel was gemonteerd. Via dit tandwiel en een ketting werden de as en daarmee de wielen aangedreven. De besturing gebeurde door een van de wielen af te remmen. Men tekende onmiddellijk een contract voor de productie van 210 exemplaren, al snel gevolgd door een tweede contract voor nog eens 200 stuks. Waarschijnlijk werden ongeveer 950 dicyles geproduceerd. Toch ging BSA terug naar de productie van eigen fietsen, die echter nog niet leken op de latere veiligheidsfiets. In 1885 adverteerde de "Birmingham Small Arms & Metal Co Ltd" met fietsen die voorzien waren van een zeer klein voorwiel en een tamelijk groot achterwiel met kettingaandrijving. Het stuur stond vlak vóór het zadel en bediende via twee horizontale stangetjes het voorwiel. Deze fiets werd de "BSA Safety" genoemd. In 1885 ving ook de productie van kogellagers aan. Daarnaast maakte men driewielers. In 1887 werd de fietsproductie stilgelegd vanwege de grote vraag naar wapens. BSA ging zich richten op de productie van het Lee-Metford grendelgeweer. Dit was een regeringsorder voor 1.200 geweren per week. Toch werden van 1893 tot 1936 weer fietsnaven geproduceerd. De munitieproductie, een nevenactiviteit van BSA, werd in 1897 overgedaan aan Nobel Industries.

### Jaren nul

#### Eerste motorfietsen
De fietsonderdelenproductie leidde ook tot de eerste voorzichtige stappen op motorfietsgebied: Vanaf 1903 leverde BSA frames met achtervering waarin een 2 pk JAP Clip-on motor hing en vanaf 1904 een "Special Set of Fittings for Motors of Minerva Type". Dit waren onderdelen om een rijwielgedeelte te maken waar een Minerva inbouwmotor of een daarvan afgeleide motor gemonteerd kon worden. Het "Minerva type" inbouwmotor was populair omdat door de constructie het patent van de gebroeders Werner omzeild kon worden. Dat waren echter niet de enige motorfietsproducten uit die tijd, want er is ook een "J.H. Smith" motorfiets bekend met een BSA rijwielgedeelte en een 401 cc Fafnir blok.

#### Overname van Sparkbrook
In 1906 werd Frank Dudley Docker directeur. Hij kreeg al meteen een probleem op te lossen. BSA had het staatsbedrijf Sparkbrook Royal Small Arms Factory overgenomen van het War Office, dat probeerde de productie van een kwart van alle Lee-Enfield geweren bij dit bedrijf onder te brengen, een belofte die niet werd nagekomen. BSA kwam in financiële problemen en in februari 1907 ging men samen met een andere rijwielfabrikant, de Eadie Mfg Co in Redditch. Albert Eadie werd mededirecteur van BSA tot aan zijn dood in 1931.

#### Eerste auto's
Een ander middel om de crisis te overwinnen én de Sparkbrook fabriek aan het werk te houden was de productie van auto's. In 1907 volgde het eerste prototype voor een BSA auto, en in het jaar daarop rolden er 150 exemplaren van de productieband. De autoproductie viel vanaf 1919 onder de verantwoordelijkheid van BSA Cycles Ltd. De eigen fietsproductie werd weer opgepakt in 1908, maar dit waren safety bicycles volgens het ontwerp van John Kemp Starley, fietsen zoals we ze vandaag nog kennen. Men produceerde fietsen voor de politie en vanaf 1922 ook voor het leger. BSA leverde fietsen in allerlei categorieën, van gebruiksfietsen tot sportmodellen en tandems.

### Jaren tien

#### Overname van Daimler
Een raad van advies oordeelde dat het management niet goed functioneerde op het gebied van organisatie en productie, en Frank Dudley Docker werd vicevoorzitter van de Raad van Bestuur om fusiebesprekingen met autofabrikant Daimler op te starten. In 1910 kocht BSA Daimler op voor de motoren van auto's en de expertise op het gebied van management. Daimler moest echter een jaarlijks dividend van £100.000 aan BSA betalen en moest daarvoor geld lenen bij de Midland Bank. BSA zélf leed nog steeds onder de aankoop van Sparkbrook en kon Daimler niet financieren. Vanaf 1910 werd met de productie van motorfietsen begonnen. De eerste echte BSA-motorfiets werd gepresenteerd tijdens de Olympia Show in Londen in oktober van dat jaar. Hij was opgebouwd op de manier zoals dat in die tijd gebruikelijk was: een eencilinder zijklepmotor zonder achtervering, koppeling of versnellingsbak, maar mét een parallellogramvork aan de voorkant. Ondanks het feit dat het geen bijzondere motorfiets betrof, waarvan zelfs de boring en slag maten gelijk waren aan die van de 500cc-modellen van Triumph, Saroléa, Precision en vele anderen, werd de machine een succes. BSA had immers een goede naam op het gebied van wapens en fietsen, en de industrie had de kinderziekten van de motorfietsen inmiddels overwonnen. In 1913 dwong de Midland Bank BSA 300.000 preferente aandelen uit te geven, waardoor de financiële problemen voor de korte termijn opgelost werden. In 1912 was Frank Dudley Docker al afgetreden en vervangen door Lincoln Chandler. BSA produceerde nu auto's met Daimler motoren. In 1913 waren er 5.000 werknemers in dienst die slechts 1.000 auto's produceerden. BSA was een van de twee merken die volledig stalen carrosserieën produceerden, naast het Amerikaanse merk Hupmobile. Tegelijkertijd was BSA de grootste producent van fietsen en motorfietsen in het Verenigd Koninkrijk. Begin 1914 leverde men al zeven motorfietsmodellen en twee zijspanmodellen.

#### Eerste Wereldoorlog
In de Eerste Wereldoorlog viel BSA terug op de fabricage van Lewis Guns, granaten en militaire voertuigen, hoewel er nog wel kleine aantallen motorfietsen geproduceerd werden, onder andere voor het Russische leger. Deze order was aan het Britse Ministerie van Oorlog gedaan en ook AJS, Norton en Sunbeam kregen er een deel van.

#### BSA Cycles Ltd
Na de oorlog ging men echter weer volop motorfietsen maken. In 1919 werd BSA Cycles Ltd als dochteronderneming opgezet, met als directeur Charles Hyde. Hier ging men naast fietsen ook de auto's en motorfietsen produceren. In november 1919 werd de eerste tweecilinder (Model E) gepresenteerd: een 770 cc 50° zijklep-V-twin. Ook dit was een vrij conventionele motorfiets, hoewel de kettingaandrijving tamelijk modern was toen riemaandrijving nog gebruikelijk was. Toch was er veel aandacht besteed aan de gebruiks- en onderhoudsvriendelijkheid. De kettingen van de primaire en de secundaire aandrijving waren helemaal ingesloten. Ook was er een stevige 7-plaats koppeling, drie versnellingen en een kickstarter en de wielen waren onderling uitwisselbaar. Dat gold ook voor de kleppen, die dus dezelfde diameter hadden. Er was een oliepomp ingebouwd voor het total loss smeersysteem, maar voor noodgevallen was er ook nog een handpomp. Deze robuuste machine was in eerste instantie bedoeld als zijspantrekker en kostte £ 130.

### Jaren twintig
| BSA Type E (770 cc) uit 1921 met gesloten kettingkast                                        |
| BSA S25 (493 cc) zijspancombinatie uit 1926                                                  |
| De 175 cc BSA A Modellen waren de enige BSA's met een tweetaktmotor. Dit is een A28 uit 1928 |
| BSA Model L (350 cc) uit 1928                                                                |
| De BSA Model S 30 uit 1930 had een 492 cc sloper-motor                                       |

In 1920 kocht men een deel van de activa van de Aircraft Manufacturing Company (Airco), een van de vele vliegtuigbouwers die na het einde van de oorlog failliet was gegaan. BSA liet zich echter niet in met de vliegtuigbouw; Airco-chefingenieur Geoffrey de Havilland richtte de De Haviland Aircraft Company op. BSA bracht vanaf 1921 de Daimler auto's onder de merknaam BSA op de markt, maar introduceerde ook lichte auto's met V-twin motoren, die gevolgd werden door viercilindermodellen. Het motorfiets Model F, dat in 1921 werd gepresenteerd, had een nog zwaardere 986cc-motor en was in eerste instantie uitsluitend als zijspancombinatie te koop. Van beide motorfietsmodellen waren verschillende versies te koop: Het Model E als "Light Six", een verwijzing naar het nominale vermogen van 6 pk, het Model F als "Colonial". De naam "Colonial" verwees naar gebruik in de overzeese gebieden, en werd door verschillende merken gebruikt, meestal alleen als letter "C". Hiermee kocht men een extra verstevigd frame en soms bredere spatborden om de slechte wegen in de koloniën te kunnen weerstaan. Vanaf 1923 ging BSA ook weer wat lichtere motorfietsen produceren. Toen verscheen het 250 cc Model B, dat vanwege de ronde tank in Engeland als "Round Tank" bekend was, maar in Nederland de bijnaam "Botaniseertrommel" kreeg. Van dit model werden in het eerste jaar al 15.000 exemplaren verkocht en uiteindelijk zelfs 35.000 exemplaren. In hetzelfde jaar, slechts twee weken ná het Model B, verscheen BSA's eerste kopklepmotor, de 350 cc L24 Sports. Dit was een sportmotor, die 13 pk leverde en een topsnelheid van 90 km per uur haalde. Nog vóór het einde van 1923 kwam er een 500cc-versie van de L24 Sports, waarvan ook een "Colonial" versie verscheen. Halverwege de jaren twintig leverde BSA een kwart van alle Britse motorfietsen. Eind 1926 kwam een van de meest bekende motorfietsmodellen op de markt: Het Model S. Dit was een 493 cc eencilinder sloper, ontworpen door de briljante ontwerper Harold Briggs, die weggekocht was bij Daimler. Het model S zou uiteindelijk negen jaar in productie blijven. Er was een enorm arsenaal uitvoeringen van leverbaar: kop- en zijkleppers van 348- tot 595 cc. Daardoor kon BSA, uitgaande van één basismotor, een groot deel van de markt voorzien. Zowel toeristische als sportieve rijders en zijspanliefhebbers konden uit de "S" serie putten. De eerste uitvoering, de S27 kopklepper uit 1926 had al een olievoorraad in het motorblok zelf, een principe dat Briggs uit zijn autotijd bij Daimler had meegenomen. De S28 uit 1928 was voorzien van een rondere tank en - na kritiek van klanten - was het rempedaal voor de voorrem vervangen door een hendel aan het stuur. Hoewel slopers al veel eerder werden toegepast door P&M, was het succes van de BSA Slopers reden voor andere fabrikanten om dit bouwprincipe over te nemen. In 1928 produceerde het merk zijn eerste tweetaktmodel, de 1,74 pk Model A28 met twee versnellingen. De machine werd in de volgende jaren A29 en A30 genoemd, maar de A31 uit 1931 kreeg drie versnellingen. Daarna ging de tweetakt uit productie. Pas na de Tweede Wereldoorlog kwam er een nieuwe tweetaktmodel, de BSA Bantam, die echter ontwikkeld was door DKW en als oorlogsbuit of herstelbetaling door BSA werd overgenomen.

#### TB10 Touring auto
In 1919 wilde het Franse merk Hotchkiss een eigen auto produceren. Men had daarvoor een eigen 1080 cc 90° V-twin. Dit was een kopie van het Amerikaanse Continental "Red Seal" blok uit de jaren tien. De productie van de Hotchkiss auto ging niet door. BSA had de productierechten van deze motor al in 1923, toen Hotchkiss was overgenomen door Morris, gekocht en produceerde hiermee weer een auto. Deze vierwielige auto, de BSA TB10, werd echter geen succes. Een herziene versie van deze motor werd vanaf 1929 weer in de BSA driewielers gebruikt.

### Jaren dertig
In 1930 leverde BSA achttien motorfietsmodellen, naast het model S werden ook 174 cc tweetakten en 986 cc V-twins geleverd. Uiteraard had de grote depressie in de jaren dertig ook haar weerslag op BSA: in 1931 kon men nog slechts twaalf motorfietsmodellen leveren en in 1932 nog tien. De 770 cc V-twins gingen uit productie.

#### Super-Eeze fiets
BSA ontwikkelde in 1929 een lichtgewicht zadellug en in de jaren dertig nam de productie van sportfietsen een grote vlucht. De "Super-Eeze" was een speciaal ontwikkelde renfiets voor clubrenners. BSA kreeg een goede reputatie op het gebied van kwaliteit en duurzaamheid. De gebruikte onderdelen waren ook duurder dan die van de concurrentie, zoals Chater Lea en Brampton.

#### TW Driewielerauto's
In 1929 verscheen een nieuwe serie drie- en vierwielige auto's die tot 1936 geproduceerd werden. Vooral de driewielers werden populair, omdat ze in hetzelfde belastingtarief van £ 4 per jaar vielen als een zijspancombinatie. Ze waren voorzien van voorwielaandrijving, indertijd een zeldzaamheid, zeker bij driewielers. Daarmee werd de onderhoudsgevoelige kettingaandrijving naar het achterwiel vermeden. Bovendien had men op die manier twee aangedreven wielen in plaats van een. Projectleider van de driewielauto's was F. Hulse, die ook al bij het merk Alvis had gewerkt (de Alvis driewielers hadden ook voorwielaandrijving). Het chassis was rechthoekig, gemaakt van stalen buizen, en liep naar achteren taps toe. Aan het chassis was de drieversnellingsbak en de Hotchkiss 90° kopklep V-twin die men al in 1924 had gebruikt, gemonteerd. De motor was wel herzien en had nu een cilinderinhoud van 1021 cc. De driewielers kregen de typeaanduiding TW (Two Wheel Drive). Er waren in eerste instantie slechts twee versies: de Standard en het Sports Model, maar vanaf 1931 werden de modellen De Luxe, Family De Luxe (met twee extra kinderzitplaatsen) en Special Sports aan het programma toegevoegd en vanaf 1933 zelfs een viercilinder, de Four-Cylinder Special Sports. De viercilinder was een 1075 cc zijklepmotor die in eigen huis was ontwikkeld. Een bestelwagenversie en een vierwieluitvoering in 1932 werden geen succes. De carrosserieën werden gemaakt door Avon Coach Building in Warwick en Carbodies in Coventry. Bij de goedkope versies waren ze met gelakt linnen afgewerkt, bij de duurdere modellen met aluminiumplaat.
In 1937 werd de wegenbelasting voor alle motorvoertuigen afgeschaft, waardoor de belastingvoordelen van de driewielers vervielen. Bovendien werden "normale" vierwielauto's steeds goedkoper. Daardoor werd in 1936 de productie van de driewielers al beëindigd. BSA ging tot aan de Tweede Wereldoorlog de Scout vierwielauto produceren.

##### Belastingvoordelen
- Om in hetzelfde belastingtarief te vallen als een zijspancombinatie moesten de driewielers lichter zijn dan 8 cwt (acht centum- of hundredweight). Dat was 408 kilo. Om dat te verwezenlijken moest men bij de viercilinder hier en daar aluminium toepassen. De andere modellen haalden het, gezien de uitgebreide uitrusting, makkelijk.
- De Britse Royal Automobile Club had al in 1910 een belastingtarief berekend, gebaseerd op de boring en het aantal cilinders van een motor. Deze berekening leverde een "fiscaal vermogen" op, maar van deze berekening klopte intussen niets meer door de voortschrijdende techniek én het feit dat de slag niet in de berekening was meegenomen. Daardoor was de cilinderinhoud niet bekend en kon men, door de slag maar lang genoeg te maken, een grote motor produceren met een zeer laag fiscaal vermogen. De BSA driewielers werden opgegeven als "9 pk", maar ze leverden in werkelijkheid 25 pk. Mede hierdoor hebben Britse auto- en motorfietsfabrikanten lang vastgehouden aan lange slag motoren.

##### Uitrusting
De BSA driewielers hadden voornamelijk concurrentie te vrezen van Morgan, maar doordat de BSA's zeer royaal waren uitgerust, werden ze veel beter verkocht. Behalve de drie versnellingen (+ achteruit) hadden ze bijvoorbeeld al een startmotor, onafhankelijke wielophanging, "quickly detachable" 19 inch wielen die onderling uitwisselbaar waren én een reservewiel, veiligheidsglas, een linnen kap en vijf elektrische lampen: twee koplampen, twee stadslichtjes en een achterlicht. Bij het boordgereedschap zaten zelfs een vetspuit en een bandenpomp. Er was een kleine kofferbak, maar die werd vrijwel geheel gevuld door het achterspatbord.

#### Scout vierwielauto
De Scout vierwielauto werd van 1937 tot aan de oorlog geproduceerd nadat de belastingvoordelen voor de driewielers weggevallen waren. Ze hadden aanvankelijk dezelfde viercilinder zijklepmotor als de Four-Cylinder Special Sports driewieler, maar vanaf de laatste twee series (Series 4 en Series 5) was deze vergroot tot 1203 cc.

#### Overname van Lanchester
In 1931 werd het automerk Lanchester opgekocht en de productie overgebracht naar de Daimler fabriek in Coventry. De aankoop was dan ook niet bedoeld voor BSA, maar als aanvulling voor dochteronderneming Daimler.

#### BSA "Star" motorfietsen
In 1932 legde de Blue Star, een kopklepper die geleverd werd met 348- en 499cc-motor, de basis voor de beroemde "Stars", die evolueerde via de Empire Star tot de Gold Star. De Blue Star had weer een "normale" staande eencilinder motor. De Blue Star was een echte sportmotor, met hoog geplaatste uitlaat en voetschakeling. In 1934 kwam er een nieuwe 499 cc V-twin, die in eerste instantie voor het Britse leger was ontwikkeld. Dit werd het Model J. In 1936 volgde een 748cc-versie van deze machine, de BSA Y13. Daardoor verdween het Model J al in 1937 uit de catalogus. Wel werd het gamma uitgebreid met de 986 cc G14, die in 1939 weer uit productie ging. Het Nederlandse leger kocht in 1939 1.000 van deze machines, deels bestemd voor het Eerste Regiment Huzaren Motorrijders. Intussen had de Empire Star in 1936 de Blue Star opgevolgd.

#### Opperman en Clubman fietsen
BSA sponsorde de Australische wielrenner Hubert Opperman en noemde de top-racefietsen vanaf dat moment ook "the Opperman Model". Vanaf 1936 werden ook goedkopere modellen voor amateurs gemaakt, die de naam "Clubman" kregen. Deze hadden de nieuwe drieversnellings "Cyclo 3" derailleur. De modellen werden in de loop van de jaren nog verder gemoderniseerd, maar in september 1939, toen de Tweede Wereldoorlog uitbrak, werd de productie van sportfietsen vrijwel gestaakt.

#### Val Page en BSA Gold Star
In 1937 was ontwerper/constructeur Val Page over gekomen van Triumph. Hij bracht enige structuur in de wirwar van typeaanduidingen: de 250- en 350cc-machines kregen de typeaanduiding "B", de eencilinders boven 350 cc kregen de aanduiding "M" en de V-twins kregen wisselende aanduidingen. De 150 cc eencilinder X34, die in 1933 was geïntroduceerd als lichte machine voor woon-werkverkeer nam hij uit productie. Wal Handley won in 1937 met een M23 Empire Star een race op het Brooklands circuit met een gemiddelde snelheid van meer dan 100 mijl per uur. Een dergelijke prestatie werd gehonoreerd met een "Gouden Ster". Dit inspireerde Page om in 1938 het model M24 Gold Star uit te brengen. Deze machine had een aluminium motorblok, een TT carburateur en een uit magnesium gegoten versnellingsbak. De 500cc-versie van de Empire Star kreeg in 1939 de naam "Silver Star" en werd uitgerust met een close ratio versnellingsbak. Wal Handley was sinds 1935 "gepensioneerd" wegracecoureur, maar werd door vriend en chef van de BSA-wedstrijdafdeling Bert Perrigo overgehaald de Empire Star op Brooklands te besturen. Dit gebeurde ook nog eens buiten medeweten van de BSA-directie.

### Jaren veertig
| De Empire Star (deze is uit 1936) was de voorloper van de beroemde Gold Star. |
| BSA A7 (500 cc) uit 1948. Deze motorfiets stond model voor de Japanse Meguro  |

#### Tweede Wereldoorlog
In de jaren dertig waren de machines om wapens te produceren weer geïnstalleerd, waarschijnlijk vanwege de Duitse dreiging in die periode. Men had een vooruitziende blik gehad, want toen de Tweede Wereldoorlog uitbrak was BSA Guns Ltd. de enige fabrikant van geweren in het Verenigd Koninkrijk. Hoewel het War Office nog steeds staatsbedrijven bezat (de "Royal Ordnance Factories"), konden die pas in 1941 de productie opstarten. BSA produceerde in 1939 al 600 Browning .303 machinegeweren per week voor het luchtvaartministerie. Dit liep op tot 16.390 per maand in maart 1942. De 500 cc BSA M20 werd gekozen als motorfiets voor de Britse strijdkrachten. 690 machines die op voorraad waren werden opgekocht en BSA kreeg een opdracht voor nog eens 8.000 exemplaren. Ook de regeringen van Zuid-Afrika, Ierland, India, Zweden en Nederland bestelden BSA-motorfietsen. Na de terugtrekking, met achterlating van een groot deel van het materieel van het grootste deel van de British Expeditionary Force in Duinkerke in juni 1940 en de oprichting van de Local Defence Volunteers (later bekend als de Home Guard) nam de vraag naar wapens enorm toe, en de BSA-werknemers die wapens produceerden schakelden vrijwillig over naar een 7-daagse werkweek. De motorfietsproductie werd opgevoerd van 500 tot 1.000 machines per week. Elke vijf minuten liep er een BSA-motorfiets van de band. BSA-werknemers gaven rij- en onderhoudslessen aan 250.000 Britse militairen.
De BSA-wapenfabriek in Small Heath (Birmingham) werd in augustus 1940 gebombardeerd met één scherfbom en een groot aantal brandbommen. De fabriek waar de geweerlopen werden gemaakt werd geraakt, waarbij een groot aantal machines verloren gingen, maar gelukkig vielen er geen dodelijke slachtoffers. In november volgden nog twee luchtbombardementen. Op 19 november werden honderden medewerkers door brand ingesloten. Twee elektriciens hielpen bij de redding van hun collega's: Alf Stevens kreeg de "George Medal" voor betoonde moed en Alf Goodwin kreeg de "British Empire Medal". Desondanks waren de verliezen groot: er vielen 53 doden, 89 gewonden (waarvan 30 ernstig), diverse werkplaatsen waren vernield en het originele "gunsmiths' building" uit 1863 ging verloren. De productie van geweren zou drie maanden stil liggen. De productie werd verdeeld over heel Groot-Brittannië: machinegeweren werden gemaakt in Tipton, Blackheath, Lye, Kidderminster, Stourport, Bromsgrove en Tyseley. In Stoke-on-Trent, Corsham en Newcastle-under-Lyme werden Hispano snelvuurkanonnen gemaakt, In Ruislip het Oerlikon 20mm-snelvuurkanon, in Stafford maakte men luchtdoelraketten, in Tamworth affuiten voor tweeponder (40mm) kanonnen, in Mansfield het Boys antitankgeweer en in Shirley maakte men geweren. De fabrieken werden binnen twee jaar na de luchtaanvallen op Small Heath uit de grond gestampt.
Tijdens de oorlog had BSA 67 fabrieken en was marktleider voor wapens, maar maakte daarnaast ook zo'n 126.000 motorfietsen van het model M20, een zijklepper die in 1937 was verschenen en aan het Britse leger werd geleverd. Veel andere fabrieken produceerden BSA producten in licentie.

#### Fietsen: Streamlight Model en All White model
In de sterk uitgedunde fietscatalogus van 1940 werd een nieuw model, de "Streamlight", gepresenteerd. Dit was wel een racefiets, maar zonder versnellingen. Er werd ook een geheel witte fiets gemaakt, die tijdens de verduistering nog enigszins zichtbaar zou moeten zijn, maar dit model verdween al snel toen de hele modellenlijn in december 1941 drastisch was gereduceerd. BSA kreeg in 1941 het verzoek een vouwfiets te ontwikkelen die minder dan 10 kg woog, voor gebruik door luchtlandingstroepen. Deze geheel nieuwe fiets woog uiteindelijk 9½ kg en had ook een veel langere levensduur dan de vereiste 50 kilometer. BSA produceerde er uiteindelijk 60.000 van. Men ging echter ook vouwscooters voor de Britse luchtlandingsdivisie maken. Ook het Welgun machinepistool zou in productie genomen worden, maar het Britse Ministerie van Oorlog koos voor de goedkopere Sten MkIV.
In de oorlog produceerde BSA 1.250.000 Lee Enfield .303 geweren, 404.383 Sten machinepistolen, 468.098 Browning machinegeweren, 42.532 Hispano snelvuurkanonnen, 32.971 Oerlikon snelvuurkanonnen, 59.322 7,9mm Besa machinegeweren, 3.218 15mm Besa machinegeweren, 68.882 Boys antitankwapens, 126.334 motorfietsen, 128.000 militaire fietsen (waarvan meer dan 60.000 vouwfietsen) 10.000.000 kokers voor granaatontstekers, 3.485.335 patroonhouders en 750.000 luchtdoelraketten.

#### Daimler Dingo
Daimler, dat eigendom was van BSA, was al vóór de oorlog door de Britse regering samengevoegd met andere autofabrikanten in Coventry om vliegtuigmotoren en verkenningsvoertuigen (de Daimler Scout Car, bijgenaamd Dingo) en de Daimler Mk I pantserwagen te produceren. De Daimler Mk I was ontworpen door BSA in Small Heath. Veldmaarschalk Erwin Rommel complimenteerde de mensen in de Radford Works met hun product, nadat hij met een buitgemaakte Daimler Scout Car was gevlucht na zijn nederlaag bij El Alamein. Tussen 1952 en 1971 produceerde Daimler nog enkele duizenden exemplaren van de Ferret, de opvolger van de Dingo. Ze werden gebruikt door het Britse leger en de voertuigen zijn ook op grote schaal geëxporteerd.

#### Bombardement op Coventry
Omdat BSA zich ook had beziggehouden met de ontwikkeling van tanktorens, tanktransmissies, raketten en andere munitie, werd de fabriek in Radford een belangrijk doel bij het Bombardement op Coventry in 1940. De Radford Works werden vier keer gebombardeerd, zonder dat er zodanige schade ontstond dat de productie moest worden stilgelegd. Bij twee bombardementen in 1941 werd echter de halve fabriek vernield. Daimler moest intussen ook de productie spreiden over meerdere fabrieken.

#### Overname van Sunbeam en Ariel
In 1943 nam BSA Sunbeam over van Associated Motor Cycles. Sunbeams voorraden van fietsonderdelen werden opgemaakt, aangevuld met BSA-fietsonderdelen. Vanaf 1949 werden deze fietsen onder de naam Sunbeam op de markt gebracht. In 1944 werd ook Ariel Motors aan het bedrijf toegevoegd.

#### Einde van de autoproductie
Na de Tweede Wereldoorlog kwam er uiteraard een einde aan de enorme productie van de BSA-bedrijven. De autoproductie werd beëindigd. Men zocht nieuwe emplooy voor de vele werknemers en ging in 1949 de Sunbeam-fietsen in de eigen bedrijven produceren. Na 1945 werden onder de naam Sunbeam alleen nog 498cc-paralleltwin-motorfietsen, die door voormalig P&P-chef Ealing Poppe ontwikkeld waren, gebouwd. De productie van de drieversnellingsnaven was in 1939 gestaakt en werd in 1945 weer opgestart. De afwerking met chroom was door de schaarste vervangen door zwarte lak. Dat kwam door het tekort aan materialen kort na de oorlog. BSA had, net als andere bedrijven, toestemming van de regering nodig om ruwe materialen aan te kopen. De fietsproductie werd overgeplaatst naar Waverley. BSA ontwikkelde voor de fietsen de "4 Star" derailleur met een eigen vrijloopnaaf. Zoals overal was de ontwikkeling van nieuwe motorfietsmodellen door de oorlog op een laag pitje komen staan, en eind 1945 bracht BSA dan ook een 348 cc eencilinder kopklepper (de B31) uit, die was gebaseerd op een machine die eveneens voor het Britse leger was ontwikkeld. In 1947 kwam er een 500cc-versie van deze machine, de B33. Ook enkele andere modellen die eigenlijk in 1939 waren geïntroduceerd werden na de oorlog in productie genomen: de 250 cc zijklepper C10 en de 250 cc kopklepper C11. De 591 cc zijklepper M21 werd een populaire dienstfiets: de Britse AA (Automobile Association) en de Nederlandse Wegenwacht gebruikten M21 zijspancombinaties. De BSA Gold Star was de enige van de "sterren" die de oorlog overleefde: hij zou tot 1963 gebouwd worden. Dit was in eerste instantie een sportmotor voor op straat, maar hij werd met aangepaste nokkenasssen, gewijzigde carburateur en een andere gearing ook ingezet als trialmotor, crossmotor in wegraces en betrouwbaarheidsritten. Toch was er al in september 1946 een geheel nieuwe motor verschenen: een 500 cc paralleltwin, de BSA A7. In 1947 werd uit de A7 de A7 Star Twin, met plunjervering en twee carburateurs ontwikkeld. Met de B33 en de A7 legde men de basis voor een hele serie één- en tweecilinders van 350- tot 650 cc voor de komende jaren. Na de oorlog ging constructeur Val Page terug naar Ariel, waar hij al tussen 1925 en 1932 had gewerkt. Het was geen echt vertrek, want eigenaar Jack Sangster had het merk Ariel in 1944 verkocht aan BSA, waarmee de basis werd gelegd voor de BSA-groep. Al in 1943 had BSA het merk Sunbeam opgekocht. In 1949 werd een catalogus gepresenteerd met Sunbeam fietsen die helemaal door BSA waren geproduceerd.

#### Oorlogsbuit (of herstelbetaling): BSA Bantam en Sunbeam S7
In 1948 ving de productie van de 125 cc tweetakt BSA Bantam aan. Voor BSA een buitenbeentje, want tweetakten werden er verder niet geproduceerd. Maar ook een buitenkansje: men hoefde er weinig ontwikkelingswerk aan te doen, want de Bantam was feitelijk opgebouwd als spiegelbeeld van de DKW RT 125. De DKW was als 98- en 125cc-uitvoering bijzonder populair geworden vóór de oorlog, maar de geallieerden namen de blauwdrukken simpelweg in beslag en verdeelden ze onder elkaar. Zo werd de DKW niet alleen omgedoopt tot BSA Bantam, maar ook tot MZ RT 125 (DDR), Kosmos 125 (Rusland), Sokól M01 (Polen) en Harley-Davidson Hummer (Verenigde Staten). Zelfs Japan pikte uiteindelijk een graantje mee: de allereerste Yamaha, de YA-1 uit 1955, was een verklede DKW RT 125. De BSA Bantam was een groot succes en bleef tot 1971 in productie. Ook de bouwtekeningen van het BMW Wehrmachtsgespann kwamen in handen van BSA. Men wilde wel graag een cardanaangedreven motorfiets bouwen, en daarvoor was een langsgeplaatste motor nodig. Men wilde anderzijds ook geen "te Duitse" motorfiets maken, zoals de boxermotor van BMW. Daarom werd gekozen voor een langsgeplaatste paralleltwin die onder de naam Sunbeam in Redditch werd geproduceerd: de S7, die in de loop van de jaren verbeterd zou worden en uiteindelijk als Sunbeam S8 tot 1956 in productie zou blijven.

### Jaren vijftig

#### Overname van New Hudson, Triumph en Carbodies
In 1950 werd het rijwiel- en motorfietsmerk New Hudson overgenomen, maar een grote slag werd in 1951 geslagen, toen Jack Sangster, die al eerder zijn merk Ariel aan BSA had overgedaan, ook het grote merk Triumph aan de BSA-groep verkocht. Sangster sloeg hiermee een grote slag: Hij had Triumph in 1936 gekocht voor £ 50.000 en deed het voor £ 2.500.000 van de hand. Bovendien nam hij zitting in de raad van bestuur van BSA. De BSA-groep werd in één klap de grootste producent van motorfietsen ter wereld. In 1950 bracht BSA een grotere versie van de A7 uit: de 650 cc BSA A10 Golden Flash. Net als bij de A7 maakte men een versie met een stijf achterframe en een met plunjervering. Omdat de A10 ten opzichte van de A7 op verschillende punten verbeterd was, werd in 1951 een nieuwe A7 met dezelfde aanpassingen uitgebracht. In 1951 kocht BSA het merk Triumph. In eerste instantie werden niet veel nieuwe modellen uitgebracht. De bestaande B31 (350 cc), de B33 (500 cc) en de A7 (500 cc twin) werden verbeterd (o.a midden 1950 een volswing frame en volle naaf trommelremmen en eind 1950 een wisselstroomdynamo) en bleven in het verkoopprogramma, net als de Gold Star modellen in 350- en 500cc-uitvoering. Er werden wel een paar nieuwigheidjes gepresenteerd, die niet of matig succesvol waren, zoals het Winged Wheel, een gemotoriseerd achterwiel met een 34,6cc-motortje dat in een fiets gemonteerd kon worden. Daarnaast verscheen de 70 cc BSA Dandy en een scooter die onder de merknaam Sunbeam werd verhandeld. De carrosseriefabriek Carbodies, bekend van de carrosserieën van de Londense taxis, werd in 1954 overgenomen.

#### Profwielrennen
In 1952 richtte BSA zijn eigen professionele wielerploeg op. De indertijd beroemde Britse amateurrijder Bob Maitland werkte als tekenaar bij BSA en werd in de ploeg opgenomen. Hij zou later verantwoordelijk zijn voor een serie lichtgewicht sportfietsen. Hij ontwikkelde en maakte ook speciale onderdelen voor de fietsen van het team. Het team was tamelijk succesvol in een aantal nationale wedstrijden in de vroege jaren vijftig.
In 1953 produceerde men de 100.000e BSA Bantam. Het feestje werd gevierd tijdens de Motorcycle Show in 1953 en bijgewoond door de Minister van Buitenlandse Zaken Sir Anthony Eden.
In 1954 werd nog steeds de drie-versnellingsnaaf voor fietsen geproduceerd. De versnellingsnaven werden van 1907 tot dat moment gemaakt in licentie van het Three-Speed Gear Syndicate - later omgedoopt in Sturmey Archer. De BSA versnellingsnaaf werd tot 1955 gebouwd. Het was een doorontwikkeling van de Sturmey-Archer Type X-naaf, die tot en met 1913 door SA werd gemaakt.
In 1954 kregen de A7 en A10 motorfietsen een swingarm achtervork. In 1957 werd de fietsentak verkocht aan Raleigh. In de jaren vijftig was BSA de grootste motorfietsenproducent ter wereld, met een productie van 75.000 stuks per jaar.

#### Verkoop van BSA Cycles Ltd.
Frank Docker, inmiddels Sir Bernard Dudley Frank Docker werd als voorzitter van de raad van bestuur afgezet in 1956. Jack Sangster nam zijn positie over. James Leek, directeur van de rijwieldivisie BSA Cycles Ltd., verliet het bedrijf in hetzelfde jaar om gezondheidsredenen. BSA Cycles Ltd. werd in 1957 compleet met het dealernetwerk verkocht aan Raleigh. Raleigh produceerde in Birmingham de BSA fietsen verder, op die manier de onderdelenvoorraad verwerkend, maar na verloop van tijd werden het toch steeds meer echte "Raleigh" producten, hoewel nog steeds het BSA logo met de gekruiste wapens werd toegepast. In 1960 kochten de eigenaren van de British Cycle Corporation Raleigh op en op die manier kregen ze ook de merknaam BSA in handen. BSA fietsen worden nog steeds geproduceerd in India, zonder directe link naar het Britse merk.

#### Blokmotoren
In 1958 maakte de motorfietsproductie een grote verandering door met de introductie van blokmotoren. Tot die tijd waren motor en versnellingsbak gescheiden geweest (de zgn. Pre unit constructie), en werd de koppeling door een ketting vanaf de krukas aangedreven. Het 247cc-model C15 uit 1958 was voorzien van een unit construction, afgeleid van de 199 cc Triumph Cub. Van de C15 kwam een sportieve versie in de vorm van de BSA SS80 en de B31 werd opgevolgd door de 343 cc grote B40.

### Jaren zestig
| BSA 650 Spitfire uit 1968 |
| BSA Rocket 3              |

#### Verkoop van Daimler
In 1960 werd het automerk Daimler verkocht aan Jaguar.

#### Edward Turner
In de jaren vijftig had de Britse industrie nog een redelijke vlucht genomen, maar in de jaren zestig werd langzaam duidelijk dat de Britse producten achter begonnen te lopen ten opzichte van de concurrentie. Dit werd het eerst duidelijk in de wedstrijdsporten. In solo wegraces waren het eerst de Italiaanse merken Moto Guzzi, Gilera en MV Agusta geweest die met de eer gingen strijken, terwijl de Britse zijspancombinaties kansloos waren geworden tegen die van BMW. Ook in de terreinsporten konden de zware Britse viertakten, vooral vanaf de jaren zestig, niet meer opboksen tegen de lichte tweetakten van merken als Jawa/CZ, Bultaco en Husqvarna. Op de weg kwamen in de jaren zestig de Japanse viertakten van Honda en de tweetakten van Yamaha, Suzuki en Kawasaki sterk op. Edward Turner was sinds 1956 bestuursvoorzitter van de BSA-groep. Hij had hard gewerkt om de verkoop overeind te houden, onder andere door scooters te ontwikkelen, maar al in 1961 nam de druk op hem toe om weer af te treden.

#### Einde van de militaire wapens
In 1961 vierde het bedrijf het eeuwfeest. Ter gelegenheid hiervan werd een speciaal exemplaar van het bedrijfsblad BSA Group News uitgebracht, waarin alle mijlpalen uit de afgelopen eeuw werden belicht. Het was echter ook het jaar dat de productie van militaire geweren werd gestaakt. Er werden nog wel sportgeweren geproduceerd.

#### Bert Hopwood
Bert Hopwood werd in 1963 algemeen directeur van de BSA-groep. Turner bleef directeur van het merk BSA. Zowel Turner als Hopwood waren eigenlijk constructeurs en niet de minste: ze waren, soms samenwerkend, verantwoordelijk geweest voor vele Britse topmotorfietsen vanaf de jaren twintig. Maar op directieposten namen ze een aantal verkeerde beslissingen. Zo verloor het bedrijf ongeveer £ 2.000.000 aan de ontwikkeling van de Ariel 3 driewielige bromfiets. In 1965 werd nog een 441cc-versie van de B40 uitgebracht, die met name als crossmotor succesvol was en zelfs enkele wereldtitels haalde. De Gold Star, ook geen slechte crossmotor, was in 1963 uit productie genomen. Er was nog enkele jaren een tweecilinder versie van de Gold Star geweest: de 646 cc BSA Rocket Gold Star, die in 1962 was gepresenteerd, maar nog voorzien was van inmiddels achterhaalde pre unit versnellingsbak. De A7 en de A10 gingen in 1963 uit productie. De nieuwe generatie tweecilinders verscheen in de vorm van de 500 cc A50 en de 650 cc A65 Spitfire. De Spitfire uit 1966 haalde 190 km per uur en was daarmee de snelste motorfiets ter wereld die gewoon te koop was. De A65L, die bekend werd als BSA Lightning, werd gebruikt in de James Bond-film Thunderball. Eind jaren zestig begon de BSA-groep de druk te voelen van Duitse en Japanse concurrentie. Het merk concentreerde zich op de Noord-Amerikaanse markt. Er werden voor Britse begrippen "moderne" technische snufjes geïntroduceerd, zoals elektrische richtingaanwijzers, startmotoren en schijfremmen, die op Japanse machines al normaal waren. De naam "Sunbeam" verdween in 1964 van de motorfietsmarkt.

##### Wankelmotoren
Al in 1964 begon men bij BSA met de ontwikkeling van wankelmotoren. In 1967 was er al een rijdend prototype. Nadat de BSA-groep was opgegaan in Norton-Villiers-Triumph, ging het ontwerp van de wankelmotor mee en werd in de jaren tachtig door het merk Norton zonder succes op de markt gebracht. Toch bleef de wankelmotor altijd in beeld, en in 2010, toen het merk Norton na veel omzwervingen weer in Britse handen kwam, waren er nieuwe Norton Commando tweecilinders klaar, maar er waren ook nog steeds plannen motorfietsen met deze wankelmotor te gaan produceren.

#### Norton-Villiers
Ook met andere Britse merken ging het slecht: In 1966 was Associated Motor Cycles, een samenwerkingsverband tussen Matchless, AJS, Norton, Francis-Barnett, James en Indian, failliet gegaan en overgenomen door Dennis Poore. Zijn technische bedrijf Manganese Bronze Holdings had al in 1964 Villiers overgenomen. In 1966 ontstond op die manier Norton-Villiers.

#### BSA Rocket 3 en Triumph Trident
In 1968, toen binnen de directie van de BSA-groep het gerucht ging dat Honda een viercilinder op de markt zou brengen (de Honda CB 750), besloot men tot drastische maatregelen om de Japanse dreiging het hoofd te bieden. Er stonden al nieuwe één- en tweecilinders op stapel, maar tevens werd versneld besloten de driecilinders BSA Rocket 3 en Triumph Trident in productie te nemen. Deze machines waren een idee van constructeur Bert Hopwood. Begin jaren zestig had Hopwood een driecilinder bedacht, en ingenieur Doug Hele had al eerste tekeningen gemaakt, en in 1965 was de machine vrijwel klaar om in productie te gaan, maar de directie zag er niets in. Nu de dreiging uit Japan groter werd besloot men de 750 cc driecilinder tóch in productie te nemen. Deze werd onder twee merknamen uitgebracht: Als BSA Rocket 3 én als Triumph Trident. Dat er nog binnen de BSA-groep geconcurreerd werd blijkt uit het verschil in inzicht bij de constructie van de driecilinders: De Triumph Trident kreeg in eerste instantie rechtop staande cilinders, terwijl die van de BSA Rocket 3 10° voorover helden. Dit betekende feitelijk weer een duurdere productie. De machines kwamen in september 1968 al op de markt. Ze wogen ca. 215 kilo en haalden 200 km per uur. Maar de stoterstangen driecilinders konden geen vuist maken tegen de OHC Honda, die ook al eind 1968 werd gepresenteerd. Voor klanten die de Japanse producten nog niet vertrouwden bracht BMW de BMW /5-serie op de markt. De BSA Rocket 3 werd als racemotor succesvol. Dat was eigenlijk opvallend, omdat BSA lang geleden (in 1921) had besloten nooit meer aan races deel te nemen, maar ook Triumph directeur Edward Turner had een afkeer van racen en hij had binnen de BSA-groep toch een vinger in de pap.

### Jaren zeventig en tachtig
Hoe dan ook, de BSA's behaalden in 1971 nog zes overwinningen, onder andere met John "Mooneyes" Cooper. Sportief succes, maar geen commerciële en financiële opsteker. Er werden nog twee lichtere modellen uitgebracht: de 250 cc B25 en de 500 cc B50 Gold Star. In 1971 vond een reorganisatie plaats, waarbij de hele motorfietsproductie naar de Triumph fabriek in Meriden verhuisde, maar de motorblokken werden in de BSA fabriek in Small Heath gemaakt. Er vielen ontslagen en activa werden verkocht. Barclays Bank leende het bedrijf £ 10.000.000. Turner, inmiddels gepensioneerd, ontwikkelde toch nog twee 350 cc tweecilinders: de BSA Fury en de Triumph Bandit, waarvoor een enorme mediacampagne werd gevoerd, maar de financiële middelen ontbraken om de productie op te starten. Intussen werd pijnlijk duidelijk dat de Japanse machines, zoals de Honda CB 750, niet alleen veel sneller, maar vooral ook betrouwbaarder waren dan de producten van de BSA-groep.

#### Clews Competition Motorcycles
Adam Clews kocht in 1971 de productierechten van de BSA A50 Gold Star, omdat hij de motor ging gebruiken voor zijn "Clewstroka", een 500 cc crossmotor die hij als bouwpakket op de markt bracht. Uiteindelijk groeide hieruit het merk CCM. Clews verkocht de BSA productierechten in 1975 weer aan Barton Engineering.

#### Norton-Villiers-Triumph
Eind 1972 begon de samenvoeging met Norton-Villiers en korte tijd bouwde de BSA-groep de laatste versie van de Norton B50 Manx eencilinder. De Britse regering stelde samen met Dennis Poore, eigenaar van Manganese Bronze Holdings en daarmee ook van Norton-Villiers, een reddingsplan voor het zieltogende bedrijf op. Met een staatsinvestering nam Poore ook de BSA-groep over, waardoor Norton-Villiers-Triumph ontstond, met de Britse regering als aandeelhouder. De meeste in het verleden aangekochte bedrijfsonderdelen werden in het kader van dit plan weer afgestoten. Manganese Bronze hield nog een bedrijf aan de deal over: Carbodies, een bedrijf dat carrosserieën voor de beroemde Londense taxi's maakte en ook binnen de BSA-groep viel. De Britse taxi's zouden de meest winstgevende tak van Manganese Bronze worden. De naam BSA kwam in de naam niet meer voor. Dat was begrijpelijk, want ondanks het feit dat Triumph als sinds 1951 eigendom was van BSA, waren Triumph motorfietsen veel populairder dan BSA's. Een tweecilinder Triumph Bonneville was nog het best te verkopen, naast de Norton Commando. Toch bleven een aantal BSA's nog in het programma: de Gold Star 500, de 650 cc Thunderbolt en Lightning en de 750 cc Rocket 3. Behalve Carbodies, Norton, BSA en Triumph sneuvelden de andere merken van de Norton-Villiers-groep en de BSA-groep in het nieuwe Norton-Villiers-Triumph concern. Villiers stond als merk nog in de naam, maar produceerde inmiddels de Norton Commando blokken. Toen de Commando in 1975 uit productie ging sloot ook de Villiers fabriek in Wolverhampton de poorten.

#### BSA Company
De merknaam BSA werd in 1976 verkocht aan Bernie Goodman en William Colquhoun. Zij gebruikten de naam om kleine offroad modellen met Yamaha blokken te gaan produceren: 125- en 175cc-modellen die BSA Tracker en BSA Bushman gingen heten en voornamelijk werden geëxporteerd naar de derde wereld. De naam "Bushman" herinnerde aan een speciale Bantam met meer grondspeling voor het gebruik in het terrein. De nieuwe Bushmans werden voornamelijk verkocht aan Australische schapenhouders. Het Britse leger nam een aantal BSA's met 250 cc Rotax inbouwmotoren af.

#### Faillissement, Meriden Motorcycle Co-Op
Intussen faalde het reddingsplan van de Britse regering jammerlijk. De Triumph werknemers kwamen in opstand toen sluiting van de fabrieken dreigde. Ze bezetten in 1974 de Triumph fabriek in Meriden als protest tegen de verplaatsing van de Triumph productie van Meriden naar Small Heath. Deze bezetting liep uit op een twee jaar durende sit-in. Uiteindelijk kocht de werknemers-coöperatie de merknaam en de productiemiddelen en men ging Triumph tweecilinders produceren. Het merk Triumph bleef daardoor een aantal jaren bestaan als het "Meriden Motorcycle Co-Operative". Deze coöperatie, die 750 cc Triumph Bonnevilles en Tigers maakte, had zelfs het voornemen om het merk Hesketh over te nemen, en men ontwikkelde zelfs door: er werd een 900 cc vloeistofgekoeld tweecilinder prototype gebouwd. In 1983 ging het merk echter opnieuw failliet.

#### L F Harris International Ltd en Triumph Motorcycles Ltd
Omdat vrijwel alle Britse motorfietsmerken waren samengevoegd in NVT, was het faillissement van Triumph praktisch het einde van de Britse motorindustrie. Het merk Triumph overleefde doordat John Bloor de merknaam kocht. Hij verleende Les Harris en zijn bedrijf L F Harris International Ltd de licentie om uit restpartijen van onderdelen Triumph motorfietsen te blijven produceren tot hij zelf Triumph Motorcycles Ltd opstartte en geheel nieuwe modellen ging produceren. Harris zette het bedrijf op samen met Triumph constructeur Brian Jones. In feite overbrugden Harris en Jones de periode tussen het "oude" en het "nieuwe" Triumph, waardoor het merk officieel is blijven bestaan sinds 1902.

#### Liquidatie van BSA Guns
BSA Guns werd in 1986 geliquideerd, maar de activa werden opgekocht en het bedrijf ging onder de naam BSA Guns (UK) verder met de productie van lucht- en hagelgeweren.

### Jaren negentig

#### BSA Regal
In 1991 werden Goodman en Colquhoun importeur van MZ, dat in 1993 MuZ ging heten. BSA was betrokken bij de ontwikkeling van de MuZ Skorpion, die echter voorzien werd van een Yamaha motor. In hetzelfde jaar ging de BSA company samen met Andover Norton Ltd. en ontstond een nieuwe BSA-groep, waar vrijwel uitsluitend onderdelen voor de "oude" motorfietsen werden gemaakt. In december 1994 werd deze BSA-groep overgenomen door BSA Regal, waar men ook weer onderdelen wilde maken. BSA Regal bouwde nog een aantal retro bike-motorfietsen met Yamaha SR 400 en SR 500 motorblokken, die nauwelijks te verkopen waren. Na nog enkele naamswijzigingen en fusies ontstond in 1994 de BSA Regal Group, een bedrijf dat voornamelijk reserveonderdelen produceert, en soms een kleine oplage motorfietsen in retro-stijl. Het bedrijf verhuisde naar Southampton. Er werden vanaf 1997 weer sportieve modellen met de naam "Gold Star" gemaakt, die echter voorzien waren van 400 en 500 cc Yamaha SR blokken. Rond 2003 wilde men echter toch weer een volwaardige BSA op de markt brengen. Men ontwikkelde samen met Wasp een 1000 cc paralleltwin met voorover hellende cilinders, die echter niet verder kwam dan het prototypestadium. In 2007 eindigde de samenwerking met MZ en daarmee was de motorhistorie van de BSA Regal Group en het merk BSA afgelopen. BSA Regal houdt zich bezig met de productie van gereedschappen, liftinstallaties en verwarmingstechniek.

## Trivia

### Sportsucces tegen wil en dank
Na het débacle tijdens de TT van Man in 1921, waarin alle zes de BSA-fabrieksrijders uitgevallen waren, zwoer de fabriek nooit meer te gaan racen. Toch werd de 250cc-klasse in de TT van Assen in 1925 gewonnen door Arie Würing op een BSA. Dit was zelfs niet eens een kopklepper, maar een Model B Roundtank met een zijklepmotor.
In 1970 werd er opnieuw winst behaald tijdens de Daytona 200-race. Dick Mann won deze race op een BSA A75 Rocket 3.

### BSA A7 (klein)kinderen
De BSA A7 stond model voor de Japanse Meguro K1, die later bekend zou worden als de Kawasaki W1. In 1999 bracht Kawasaki de W650 Retro bike uit, als herinnering aan de W1. Deze is inmiddels alweer opgevolgd door de Kawasaki W800.

## In populaire cultuur
- Het merk geniet nog bekendheid door de tekst van het lied Oerend hard van de Achterhoekse band Normaal. Dat verhaalt over twee beschonken, hardrijdende motorrijders, "Bertus op zien Norton en Tinus op de BSA".[1]